# Paolo Mercuri
Paolo Mercuri (Roma, 20 de diciembre de 1804–Bucarest, 30 de abril de 1884) fue un grabador italiano. 

## Biografía

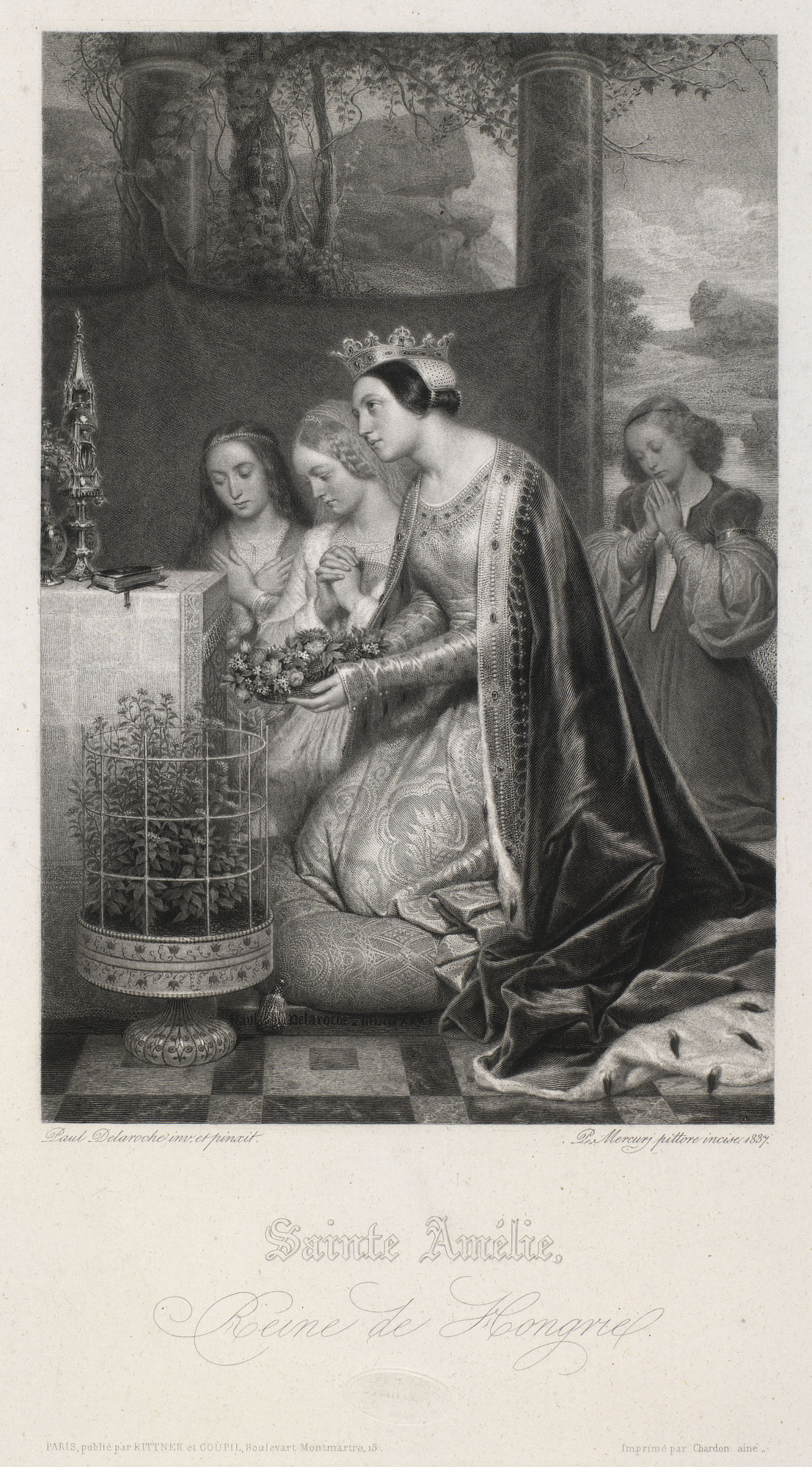
Santa Amelia, Reina de Hungría, según original de Paul Delaroche (1837)

Estudió en París, ciudad donde residió varios años. En 1847 fue nombrado director de la Calcografía Vaticana. Fue un notable burilista, dedicado a reproducir pinturas de artistas célebres. Entre sus obras destaca la versión grabada de la Santa Amelia, Reina de Hungría de Paul Delaroche (1837). Estaba reproduciendo La Escuela de Atenas de las Estancias de Rafael cuando le afectó una parálisis, que le obligó a abandonar su profesión.